# (474043) 2016 GJ237
(474043) 2016 GJ237 es un asteroide perteneciente al cinturón de asteroides, descubierto el 2 de noviembre de 2007 por el equipo del Mount Lemmon Survey desde el Observatorio del Monte Lemmon, Arizona, Estados Unidos.

## Designación y nombre
Designado provisionalmente como 2016 GJ23.

## Características orbitales
2016 GJ237 está situado a una distancia media del Sol de 3,070 ua, pudiendo alejarse hasta 3,340 ua y acercarse hasta 2,800 ua. Su excentricidad es 0,087 y la inclinación orbital 14,74 grados. Emplea 1965 días en completar una órbita alrededor del Sol.

## Características físicas
La magnitud absoluta de 2016 GJ237 es 16,177.